# Język kreolski Gwinei Bissau
Język kreolski Gwinei Bissau, język crioulo – język kreolski na bazie portugalskiego, używany przez około 1,3 mln ludzi, przede wszystkim w Gwinei Bissau, ale także w Senegalu.